# Walerij Kiczin
Walerij Siergiejewicz Kiczin (ros. Валерий Сергеевич Кичин; ur. 12 października 1992 w Biszkeku) – kirgiski piłkarz pochodzenia rosyjskiego grający na pozycji środkowego obrońcy. Od 2016 jest zawodnikiem klubu Jenisej Krasnojarsk.

## Kariera piłkarska
Swoją karierę piłkarską Kiczin rozpoczął w klubie Kambar-Ata, w którym w 2009 roku zadebiutował w pierwszej lidze kirgiskiej. W 2011 roku przeszedł do Dordoju Biszkek. W 2011 roku wywalczył z nim mistrzostwo Kirgistanu, a w 2012 roku sięgnął z nim po dublet - mistrzostwo i Puchar Kirgistanu.
W 2013 roku Kiczin przeszedł do Wołgi Niżny Nowogród. 8 marca 2013 zaliczył w niej debiut w Priemjer-Lidze w przegranym 0:2 domowym meczu z Kubaniem Krasnodar.
Latem 2013 Kiczin został wypożyczony do Chimika Dzierżyńsk, w którym zadebiutował 18 lipca 2013 w wygranym 1:0 domowym meczu z Łuczem Władywostok. W Chimiku spędził pół roku.
Na początku 2014 roku Kiczina wypożyczono na pół roku do FK Ufa. W Ufie swój debiut zanotował 16 marca 2014 w przegranym 3:4 domowym meczu z Arsienałem Tuła.
Latem 2014 roku Kiczin został zawodnikiem Anży Machaczkała. W Anży zadebiutował 6 lipca 2014 w zwycięskim 1:0 domowym meczu z Sachalinem Jużnosachalińsk. W sezonie 2014/2015 przyczynił się do awansu Anży do Priemjer-Ligi.
W 2015 roku Kiczin odszedł z Anży do FK Tiumeń, w którym swój debiut zaliczył 14 marca 2015 w zremisowanym 1:1 wyjazdowym spotkaniu z Łuczem Władywostok. W Tiumeniu grał do końca sezonu 2015/2016.
Latem 2016 roku Kiczin przeszedł do Jeniseju Krasnojarsk. Zadebiutował w nim 11 lipca 2016 w przegranym 0:1 domowym meczu z Nieftiechimikiem Niżniekamsk. W sezonie 2017/2018 awansował z Jenisejem do Priemjer-Ligi.
| Sezon   | Klub                 | Kraj      | Rozgrywki        | Mecze | Gole |
| ------- | -------------------- | --------- | ---------------- | ----- | ---- |
| 2009    | Kambar-Ata           | Kirgistan | Top-Liga         | ?     | ?    |
| 2010    | Kambar-Ata           | Kirgistan | Top-Liga         | ?     | ?    |
| 2011    | Dordoj Biszkek       | Kirgistan | Top-Liga         | ?     | ?    |
| 2012    | Dordoj Biszkek       | Kirgistan | Top-Liga         | ?     | ?    |
| 2012/13 | Wołga Niżny Nowogród | Rosja     | Priemjer-Liga    | 3     | 0    |
| 2013/14 | Chimik Dzierżyńsk    | Rosja     | Pierwyj diwizion | 19    | 1    |
| 2013/14 | FK Ufa               | Rosja     | Pierwyj diwizion | 5     | 0    |
| 2014/15 | Anży Machaczkała     | Rosja     | Pierwyj diwizion | 12    | 0    |
| 2014/15 | FK Tiumeń            | Rosja     | Pierwyj diwizion | 11    | 0    |
| 2015/16 | FK Tiumeń            | Rosja     | Pierwyj diwizion | 33    | 1    |
| 2016/17 | Jenisej Krasnojarsk  | Rosja     | Pierwyj diwizion | 23    | 2    |
| 2017/18 | Jenisej Krasnojarsk  | Rosja     | Pierwyj diwizion | 27    | 2    |

## Kariera reprezentacyjna
W reprezentacji Kirgistanu Kiczin zadebiutował 23 lipca 2011 w przegranym 0:4 meczu eliminacji do MŚ 2014 z Uzbekistanem. W 2019 roku powołano go do kadry na Puchar Azji.